# Benitagla
Benitagla es una localidad y municipio español situado en la parte nororiental de la comarca de Los Filabres-Tabernas, en la provincia de Almería, comunidad autónoma de Andalucía. Limita con los municipios de Alcudia de Monteagud, Benizalón y Cóbdar. Otras localidades cercanas son Tahal, Benitorafe, Chercos y La Fuente de la Higuera. Por su término discurre el río de los Molinos.
El municipio benitaglero comprende únicamente el núcleo de población de Benitagla, capital municipal.

## Toponimia
Procede del bereber y su significado sería «hijo de Taglab» (linaje árabe). Las tribus bereberes que habitaron la zona se dividían en grandes familias, y cada una de ellas ponía el nombre de su linaje a la aldea. Otra interpretación es la de que Benitagla procede de beni-tai-a que significa 
«cortada del monte».

## Geografía física

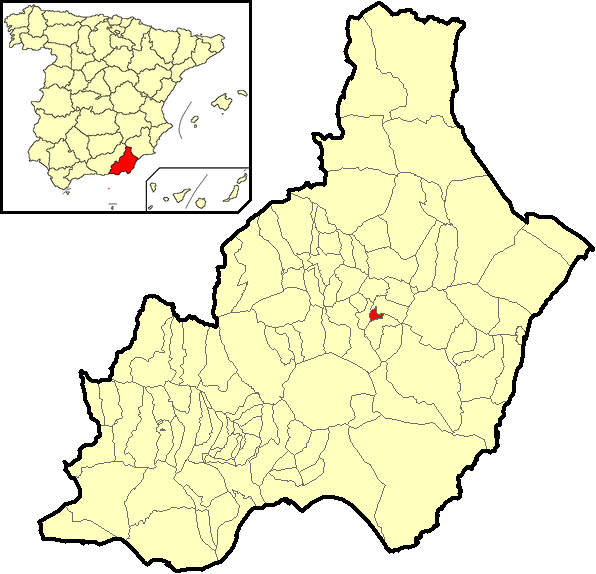
Extensión del municipio en la provincia de Almería

### Ubicación
Se encuentra situada a una altitud de 945 metros y a 61 kilómetros de la capital de provincia, Almería. El término municipal tiene una superficie de 6,39 km², siendo por tanto el segundo municipio menos extenso de la provincia, y un perímetro de 14 107 metros.
| Noroeste: Alcudia de Monteagud y Cóbdar    | Norte: Cóbdar  | Nordeste: Cóbdar   |
| Oeste: Alcudia de Monteagud                |                | Este: Benizalón    |
| Suroeste: Alcudia de Monteagud y Benizalón | Sur: Benizalón | Sureste: Benizalón |

### Orografía
Benitagla se sitúa en un terreno muy montañoso. Hasta el del 94% de su superficie se encuentra sobre pendientes de más del 15% de inclinación, estadística solamente superada por Olula de Castro dentro de la provincia. Este indicador nos muestra la dificultad que tendría para desarrollarse una agricultura mecanizada, obligando a la construcción de bancales.

### Hidrografía
No existen en el término municipal cursos de agua permanentes. Todo el territorio está dentro de la cuenca hidrográfica del río Almanzora.

### Clima
Se trata de un clima mediterráneo de montaña con inviernos fríos con heladas ocasionales y veranos calurosos. Las lluvias son irregulares y torrenciales, no excediendo los 500 mm anuales.

### Riesgos naturales
El municipio de Benitagla todavía no cuenta con un PTEL que cumpla con la Ley 5/2010 sobre autonomía local.

## Naturaleza

### Flora
Se encuentran bosquetes de encinar en la rambla y pies aislados, algunos de gran envergadura. Hay además vegetación de montaña como retamas y aliagas. Son abundantes las plantas aromáticas como el tomillo, romero, orégano, hinojo. En los barrancos se observan zarzales, mimbreras, cañaverales y alameda. A partir de 2014 se han reducido los ejemplares de chumbera por la plaga de cochinilla del carmín. 

### Zonas protegidas
No existe por ahora ninguna figura de protección sobre ninguna parte de la extensión del municipio.

## Historia
Benitagla fue fundada por los descendientes de las tribus bereberes de al-Ándalus que se establecieron en la sierra de los Filabres. La primera referencia de Benitagla se debe al libro Descripción del Reino de Granada (1782) de Francisco Javier Simonet, que explica que algunos cronistas castellanos de la época dan noticias de muchas localidades que conservan el topónimo árabe, entre ellos Banu Tablab, Benitagla en la actualidad.[cita requerida]
El territorio de Benitagla es tomado en 1488 durante la Guerra de Granada, estando en la relación de lugares tomados tras la capitulación de Vera de 1488. El I duque de Nájera, Pedro Manrique de Lara, recibe del los Reyes Católicos el 23 de junio de 1492 as villas de Albox, Arboleas, Albanchez y Benitagla. Éstas son compradas en 1495 por Juan Chacón, contador mayor de Castilla, por 800.000 maravedíes, según el legajo 2.078 del archivo Ducal de Medina Sidonia. La carta de compraventa se fecha en Madrid. La venta es confirmada por los Reyes Católicos en un privilegio fechado en Ocaña a 6 de marzo de 1499. Muerto Don Juan Chacon en 1503, Oria y las villas de Albox, Arboleas, Albanchez y Benitagla pasan a su segunda esposa Doña Inés Manrique, en pago de su dote o como bienes gananciales y en 1515 son compradas por Don Pedro Fajardo y Chacón, hijo de Juan Chacón y I marqués de los Vélez. La rebelión de las Alpujarras de 1568 y la posterior expulsión de los moriscos hacen que Benitagla, al igual que el resto de poblaciones de Granada, quede prácticamente despoblado por haber sido todos sus pobladores moriscos.
A finales del siglo XVI as casas del pueblo según el libro de apeo de Antonio Medrano, juez de apeo y población, son: «Labradas de losa y tierra y por tejas lajas de pizarra», había una fuente de agua potable para el abasto de los vecinos, escasa y apartada del lugar. La iglesia era antigua mezquita (siglos XIV-XV), por lo que los moriscos no la quemaron. Los marqueses y sus sucesores en el señorío no cumplieron con la obligación de construir y conservar el templo parroquial y la mezquita con su aluminar (puede que se refiera a «alminar») modificado en el interior, se conserva hasta hoy. Los datos provenientes del archivo del duque de Medina Sidonia dicen que en 1577 se habían reunido 25 pobladores. El 11 de abril de 1593 el visitador Jorge de Baeza encuentra que quedan 3 pobladores en Benitagla, que cuidan bien de los almendros y olivos. El horno de pan está en condiciones y las casas habitables pero desiertas, los dos molinos estaban hundidos. La uglesia era un anejo de Alcudia. Estaba en condiciones, no tenía ornamentos, los traía el beneficiado de Alcudia cuando venía a celebrar misa.[cita requerida]
De acuerdo con el Catastro de Ensenada, en 1752 Benitagla había 21 vecinos-86 habitantes, el beneficiado tenía unos ingresos 397 reales, el sacristán 557. Había tres labradores propietarios, 14 jornaleros y tres pobres de solemnidad. El señor del lugar percibía 800 reales de los diezmos y 16 de las alcabalas. La iglesia de Almería llevaba 400 reales de los diezmos. A finales del siglo XVIII había 116 vecinos, y se trataba de una villa del partido de Baza, de señorío bajo la jurisdicción del marquesado de los Vélez y bajo la  jurisdicción eclesiástica del Obispado de Almería. Durante la epidemia de cólera de 1855, se perdió hasta el 5,2% de la población en apenas dos semanas.
A mediados del siglo XX se produce el éxodo rural a zonas del litoral, Barcelona o Francia, de tal manera que Benitagla es el municipio más despoblado de la provincia de Almería.

## Geografía humana

### Organización territorial
El municipio carece de cualquier otro núcleo de población.

## Geografía humana

### Demografía
Cuenta con una población de 60 habitantes (INE 2024).
| Gráfica de evolución demográfica de Benitagla entre 1842 y 2021                                                                                                   |
| |
| Población de derecho según los censos de población del INE. Población de hecho según los censos de población del INE.En este censo se denominaba Benitagle: 1842. |

Es el municipio menos poblado de la provincia de Almería, y desde 2023, también de Andalucía.

### Urbanismo
Antiguamente la construcción se realizaba con materiales de la zona, por accesibilidad y economía. La vivienda tradicional era de dos plantas, los materiales eran piedra, tierra, madera, barro, cañas, esparto y cal. Las paredes si eran muros de carga se hacían con piedra, tierra y enlucidas con cal, eran gruesos muros de más de medio metro. Los tabiques menores se podían hacer con cañas, unidas con esparto y enlucidas con una mezcla de cal y arena. Las ventanas solían ser pequeñas, los techos, tejados y cubiertas se hacían con vigas de madera de Álamo, cañas unidas guitas de esparto y enlucidos por la parte superior con una mezcla de arena y cal. Los tejados además tenían tejas rojas para protegerlos de la intemperie (teja árabe curva elaboradas en tejeras de las proximidades, de mayor tamaño que las actuales y mucho más duraderas.). En la planta baja solían estar el salón con la típica chimenea, alacenas labradas en la pared, además de otras habitaciones como la despensa, el dormitorio principal y “el” o los corrales. En la planta superior a las habitaciones se les llamaban “cámaras”, usadas para dormir, guardar utensilios de labor o alimentos (jamones, paletillas, patatas, grano,…). Estos últimos en unas separaciones llamadas “atrojes” El acceso a la vivienda se hacía por puertas formadas por un postigo con cerradura que daba acceso al bolo por detrás, empotrado en uno de los laterales de la pared, este se sacaba o metía para abrir o cerrar del todo la puerta. En muchas casas el acceso al corral se hacía por la misma puerta principal atravesando parte de la casa o el mismo salón principal. En la fachada de las casas solía haber una argolla para amarrar a las bestias mientras se les ponían o quitaban los aperos.

### Comunicaciones
La única carretera es la AL-5101, que la comunica con Alcudia de Monteagud y Benizalón, que por la A-349 enlaza a la autovía A-92 a través de Tabernas y con la A-349 por Macael. Distancias: Almería (58 min), Huércal-Overa (58 min), aeropuerto de Almería (51 min).
La estación de ferrocarril operativa más cercana es la estación de Gádor, mientras que el aeropuerto más cercano es el de Almería.

### Economía
Se trata de un municipio agrícola donde el cultivo principal es el olivo de regadío, que se distribuye en explotaciones minifundistas con 6,29 hectáreas de media. La edad media de la población supera los 60 años (2019) y las pensiones son la fuente principal de ingresos. El municipio no cuenta con ningún negocio de hostelería, y todo el comercio es de carácter ambulante.

## Símbolos

### Bandera
Descripción: Paño de proporciones 2/3: cuartelado; 1.º y 4.º, negro, con tres estrellas amarillas de ocho puntas, colocadas dos y una; 2.º y 3.º, blanco, con un castillo rojo.

### Escudo
Descripción: Escudo español. De sable, tres montes de plata nacientes en punta, El central más alto, cargado de un castillo acompañado a cada lado de un creciente sumado de una venera, los tres de gules, y acompañado en jefe de seis estrellas de ocho puntas.
Significado de las figuras del escudo: los montes representan los barrancones de la sierra de los Filabres, vistos desde cualquier punto del municipio, y las estrellas los destellos de luz que en el cielo aparecen generalmente los meses de agosto de cada año. Las culturas morisca y cristiana, por tanto tiempo como permanecieron en este municipio, representadas por media luna (creciente) y la concha respectivamente; y el «castillico» - castillo en ruinas que aún permanece-, obra de las mencionadas culturas, pintadas los tres de rojo denotando las luchas libradas durante esa época.
Ambos símbolos fueron aprobados por la administración local el 11 de enero de 2005.

## Política
Los resultados en Benitagla de las últimas elecciones municipales, celebradas en mayo de 2023, son:

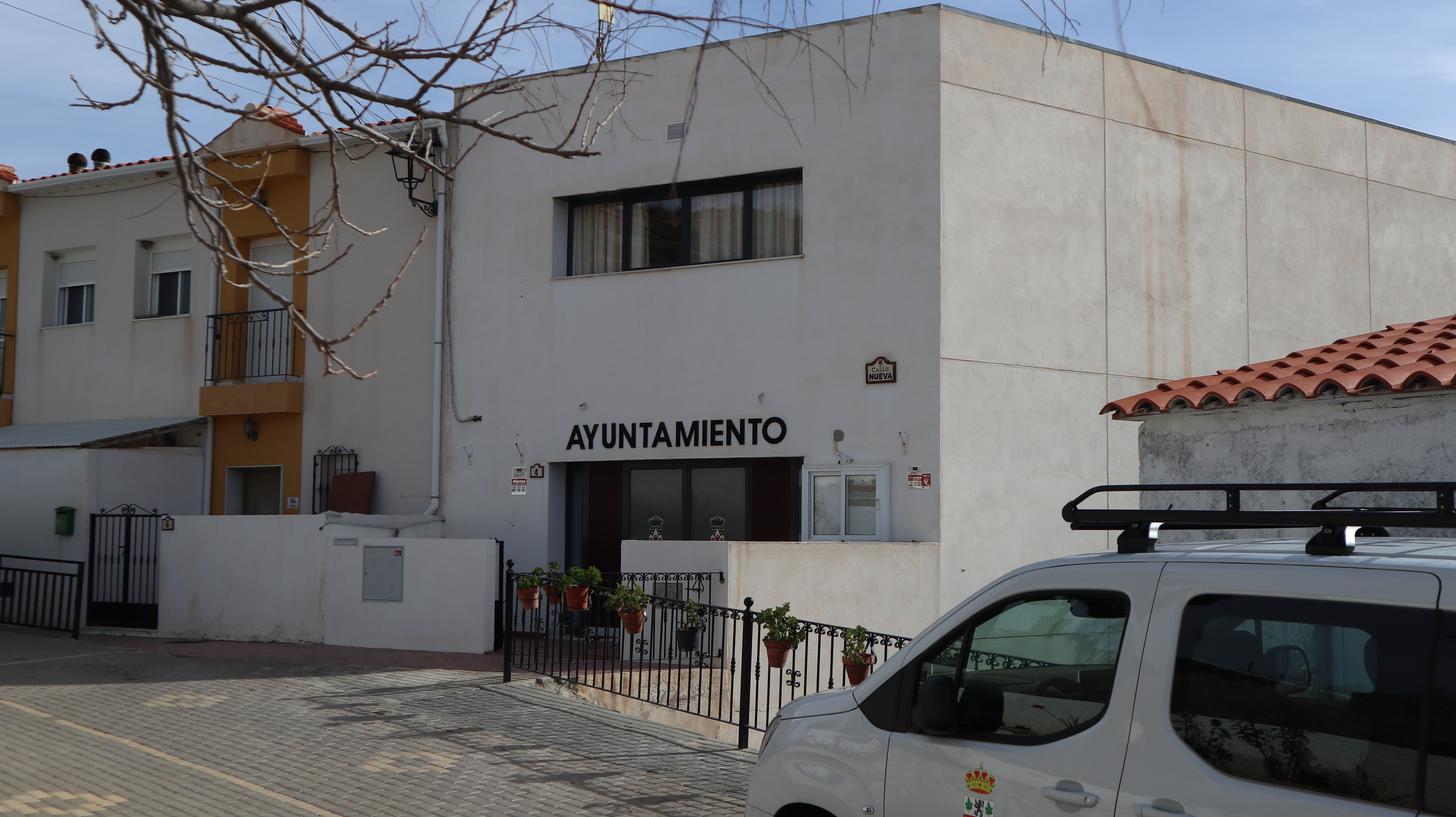
Casa consistorial de Benitagla

| Elecciones Municipales - Benitagla (2023) | Elecciones Municipales - Benitagla (2023) | Elecciones Municipales - Benitagla (2023) | Elecciones Municipales - Benitagla (2023) | Elecciones Municipales - Benitagla (2023) |
| Partido político                          | Partido político                          | Votos                                     | %Válidos                                  | Concejales                                |
| ----------------------------------------- | ----------------------------------------- | ----------------------------------------- | ----------------------------------------- | ----------------------------------------- |
|                                           | Partido Popular (PP)                      | 34                                        | 77,03 %                                   | 3                                         |
|                                           | Vox (VOX)                                 | 2                                         | 5,12 %                                    | 0                                         |

### Alcaldes
| Periodo   | Nombre                      | Partido |
| --------- | --------------------------- | ------- |
| 1979-1983 | Miguel Francisco Egea López | CD      |
| 1983-1987 | Miguel Francisco Egea López | AP      |
| 1987-1991 | Miguel Francisco Egea López | FPAP    |
| 1991-1995 | Miguel Francisco Egea López | PP      |
| 1995-1999 | Miguel Francisco Lara Egea  | PP      |
| 1999-2003 | Miguel Francisco Lara Egea  | PP      |
| 2003-2007 | Miguel Francisco Lara Egea  | PP      |
| 2007-2011 | Juan Padilla Padilla        | GIAL    |
| 2011-2015 | Juan Padilla Padilla        | PP      |
| 2015-2019 | Juan Padilla Padilla        | PP      |
| 2019-2023 | Juan Padilla Padilla        | PP      |
| 2023-act. | Juan Padilla Padilla        | PP      |

### Corporación municipal
Según el sistema electoral español, por su población a Benitagla le corresponden tres concejales, siendo uno de ellos el alcalde.

## Servicios públicos

### Abastecimiento
El suministro de agua potable procede de un pozo de 195 metros de profundidad excavado en 2019.

### Educación
A pesar de existir en Benitagla una escuela, esta se encuentra cerrada por escasez de niños. Los estudiantes de la localidad han de acudir a los colegios de los cercanos pueblos de Tahal o Benizalón.

### Higiene
Los residuos sólidos urbanos de Benitagla son gestionados por un consorcio de municipios del Valle del Almanzora y del Levante Almeriense, siendo tratados en un centro de recuperación sito en Albox.

### Sanidad
El único centro de salud del pueblo es un pequeño consultorio auxiliar dependiente del hospital de Torrecárdenas, que da servicio los martes durante dos horas.

## Cultura

### Patrimonio

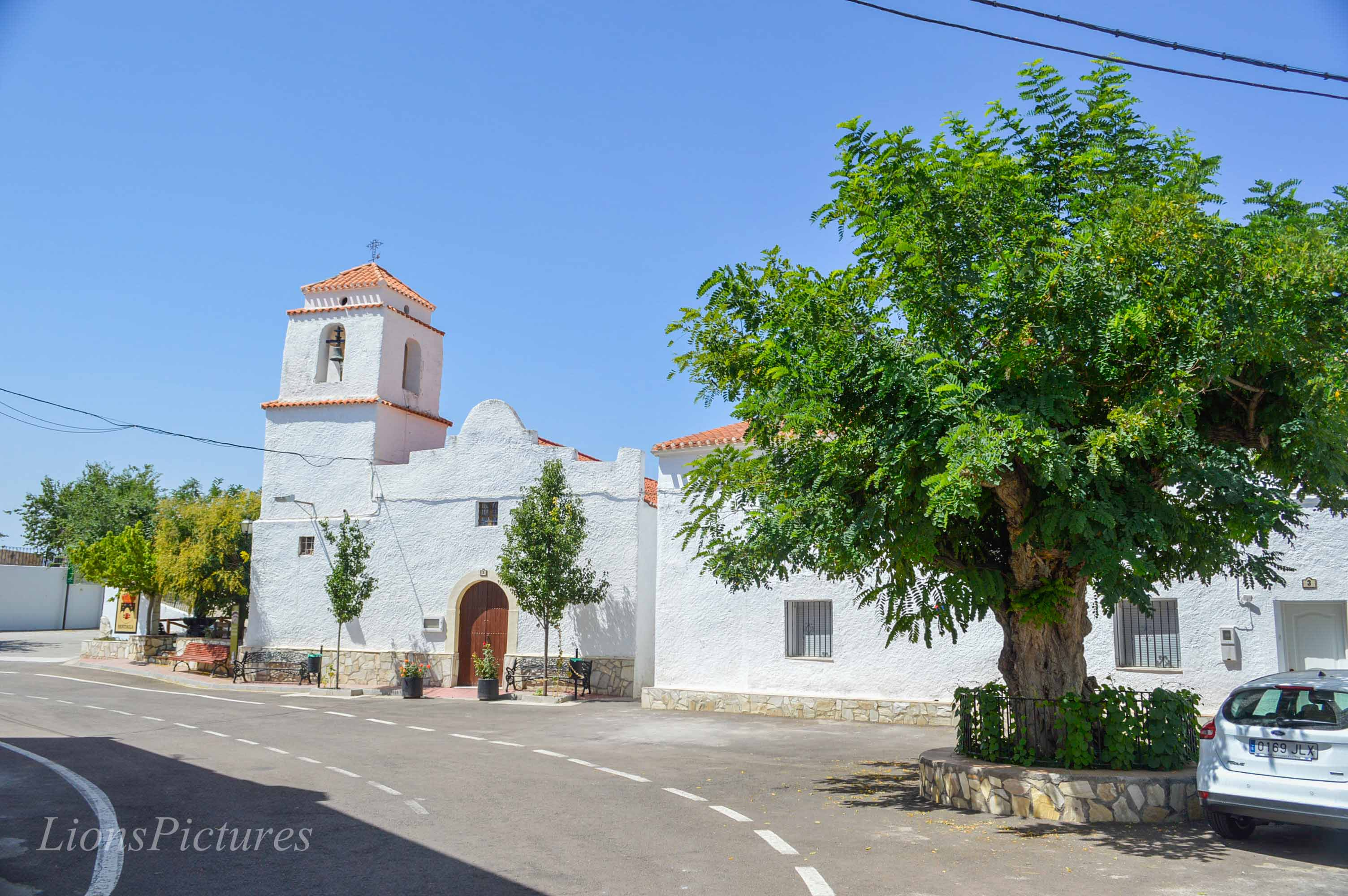
Iglesia Virgen de la Piedad y acacia centenaria

#### Patrimonio civil
El Mirador de las Eras
Se trata de una plaza con mirador panorámico sobre dos primitivas eras, que originalmente fueron pensadas para ser solamente una de grandes dimensiones pero que por cuestiones técnicas se tuvo de dividir, que se ha convertido en lugar habitual de reunión vecinal. Tiene vistas al Santuario de Monteagud de Benizalón y a la torre de Alhabia de Alcudia de Monteagud. 
Vivienda 0002
Edificio residencial protegido por su relevancia etnológica.
La fuente antigua

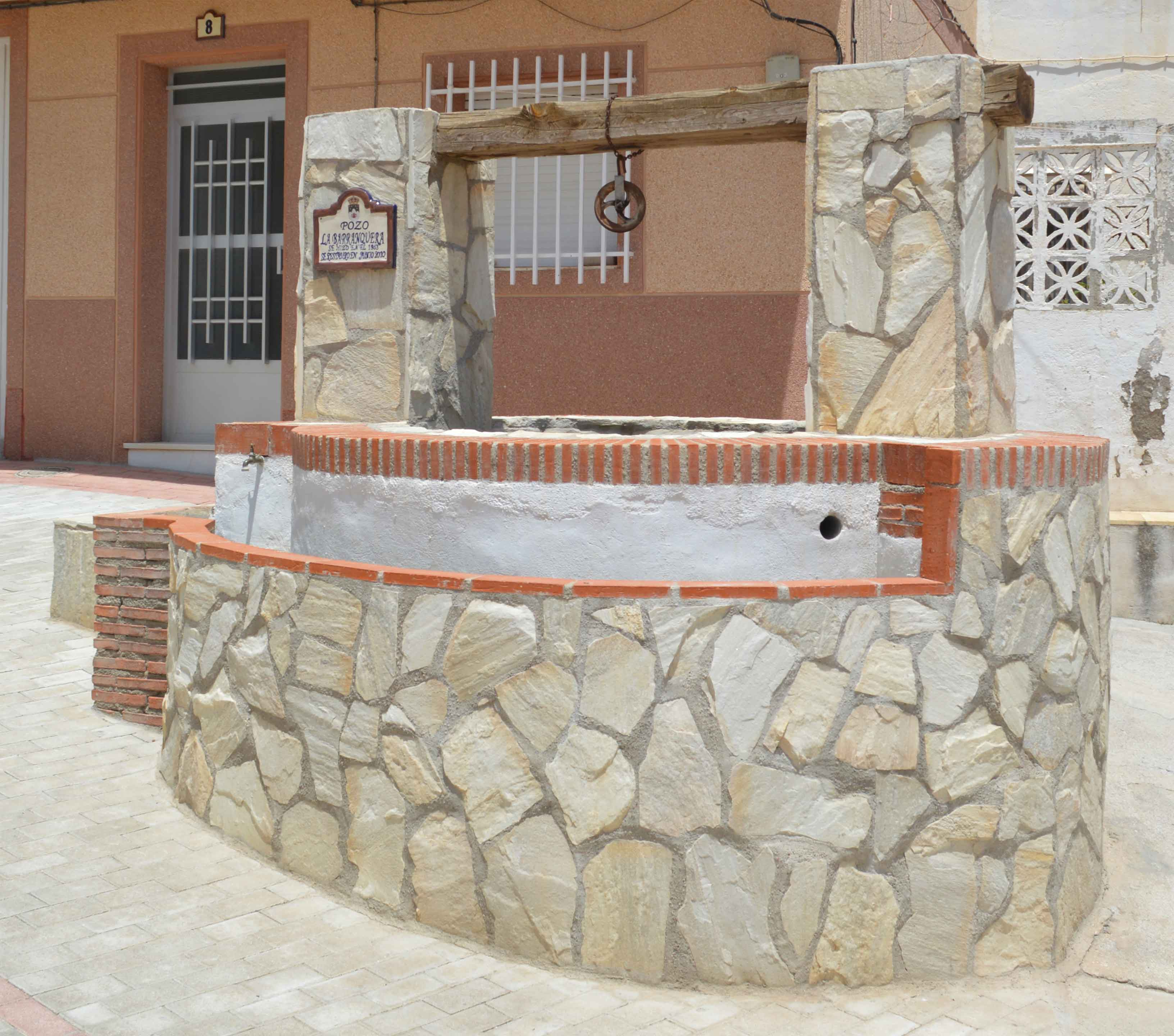
Pozo de la Barranquera

En 1572, el juez de apeo y población, D. Antonio Medrano, redacto el siguiente informe: “En Benitagla no hay nadie, ni moriscos conocedores, ni nuevos pobladores. Todas las casas están labradas de losa, tierra y tejas rojas. Había una fuente de agua potable para el abasto de los vecinos, escasa y apartada del lugar. Próxima a ella hay unos restos de la única almazara que se conoce en el término municipal.

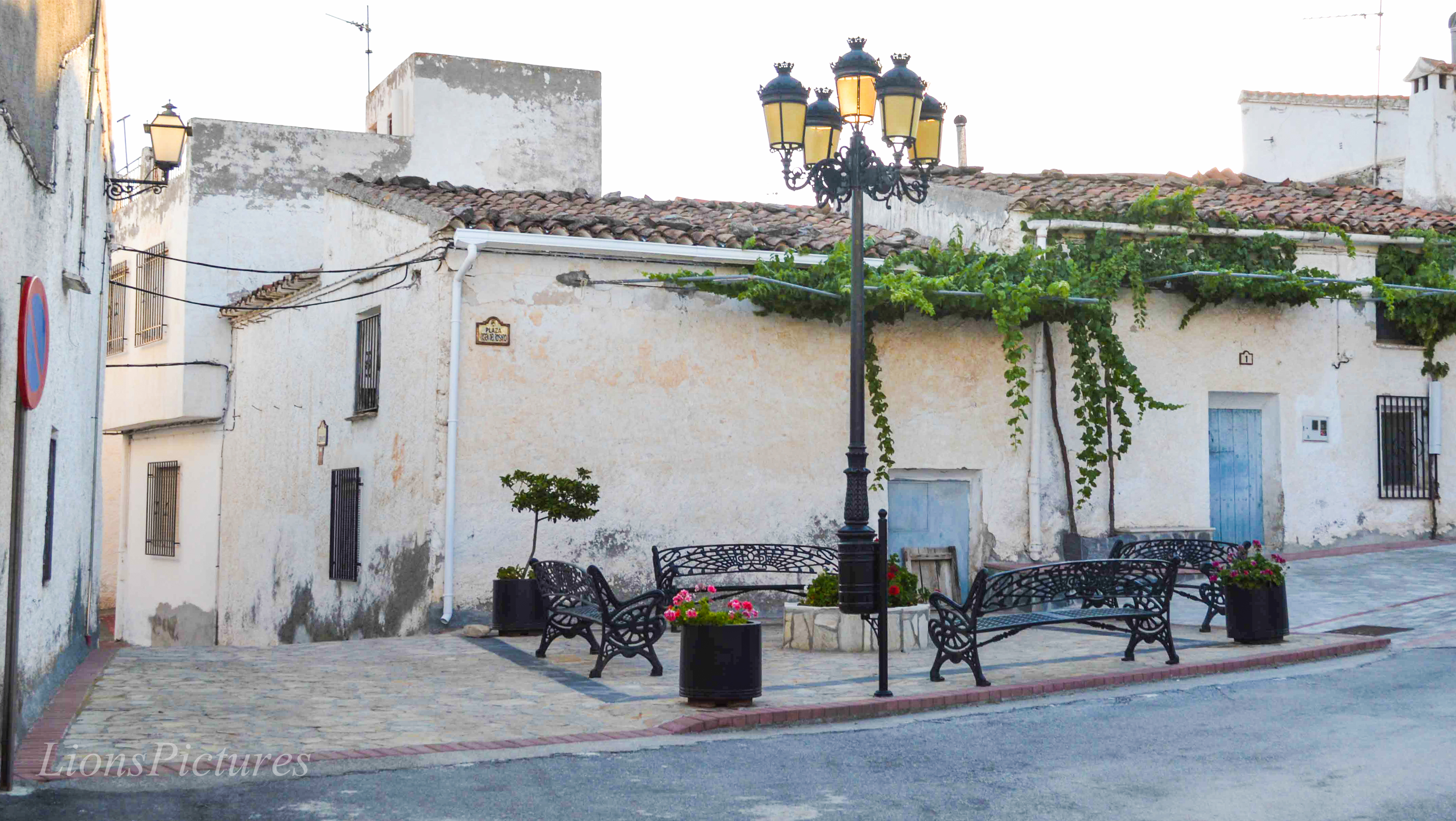
Plaza Virgen del Rosario, Benitagla

Además, en el entorno del pueblo se puede disfrutar de la plaza de la Virgen del Rosario, la acacia centenaria de la plaza mayor, del pozo de la barranquera, reformado en 2010 y del lavadero restaurado.

#### Patrimonio religioso
Iglesia parroquial
Dedicada a San Juan y a la patrona de la Virgen de la Piedad, de reducidas dimensiones. Con fachada sencilla, muros encalados y construida sobre mezquita nazarí conservando trazas del minarete. En la antigüedad también se ubicaba aquí el cementerio municipal y la cárcel. Las imágenes originales y el archivo parroquial se destruyeron en la guerra civil española. Su techo de madera fue reformado en 1995.

#### Patrimonio militar
El Castillico
Es bien de interés cultural (BIC) desde 1985. Se trata de los vestigios de una antigua torre vigía del siglo XIV que se puede encontrar a unos 200 metros del pueblo. Se conserva la base de una torre cuadrangular, así como algunos tramos de muralla de mampostería. No se encuentra en un buen estado de conservación debido a labores agrícolas. Los materiales arqueológicos no son abundantes.

### Patrimonio cultural inmaterial
Las fiestas patronales en honor de la Virgen de la Piedad se celebran el tercer fin de semana de agosto, y están protegidas como bien de interés cultural, con carácter de patrimonio inmaterial, catalogado por el IAPH. Se realiza una procesión y misa y además hay fiesta, verbena y otras actividades lúdicas para disfrute de los vecinos y los emigrantes.
Además, el segundo fin de semana de septiembre se lleva a cabo la romería de la Virgen de la Cabeza al cerro de la Virgen de Monteagud en Benizalón, a la que asisten los vecinos de 14 pueblos de la Sierra de los Filabres. El último domingo de abril se celebra también la romería chica.
También se celebran, en una fiesta y celebración compartida con la vecina Benizalón, unas hogueras por el día de San Antón.

## Deporte

### Instalaciones deportivas
Se puede encontrar a las afueras de la localidad una pista deportiva, de unos 1 000 m², recientemente electrificada. Este recinto también contará en un futuro con piscina.
Se puede realizar la ruta de senderismo Pueblos del Interior GR-244. Se trata de un sendero circular de gran recorrido de 109 km habilitado para ir a pie, a caballo y en su mayoría en bicicleta de montaña. Recorre diez municipios de la sierra de Los Filabres: Alcudia de Monteagud, Benitagla, Benizalón, Castro de Filabres, Lucainena de las Torres, Senés, Tabernas, Tahal, Uleila del Campo y Velefique. Además, se realiza desde 2017 en el mes de febrero la ruta de Almerndros en Flor entre Benizalón y Benitagla.

### Eventos deportivos
El rally Costa de Almería celebra ocasionalmente algunos de sus tramos cronometrados por las carreteras de Benitagla.

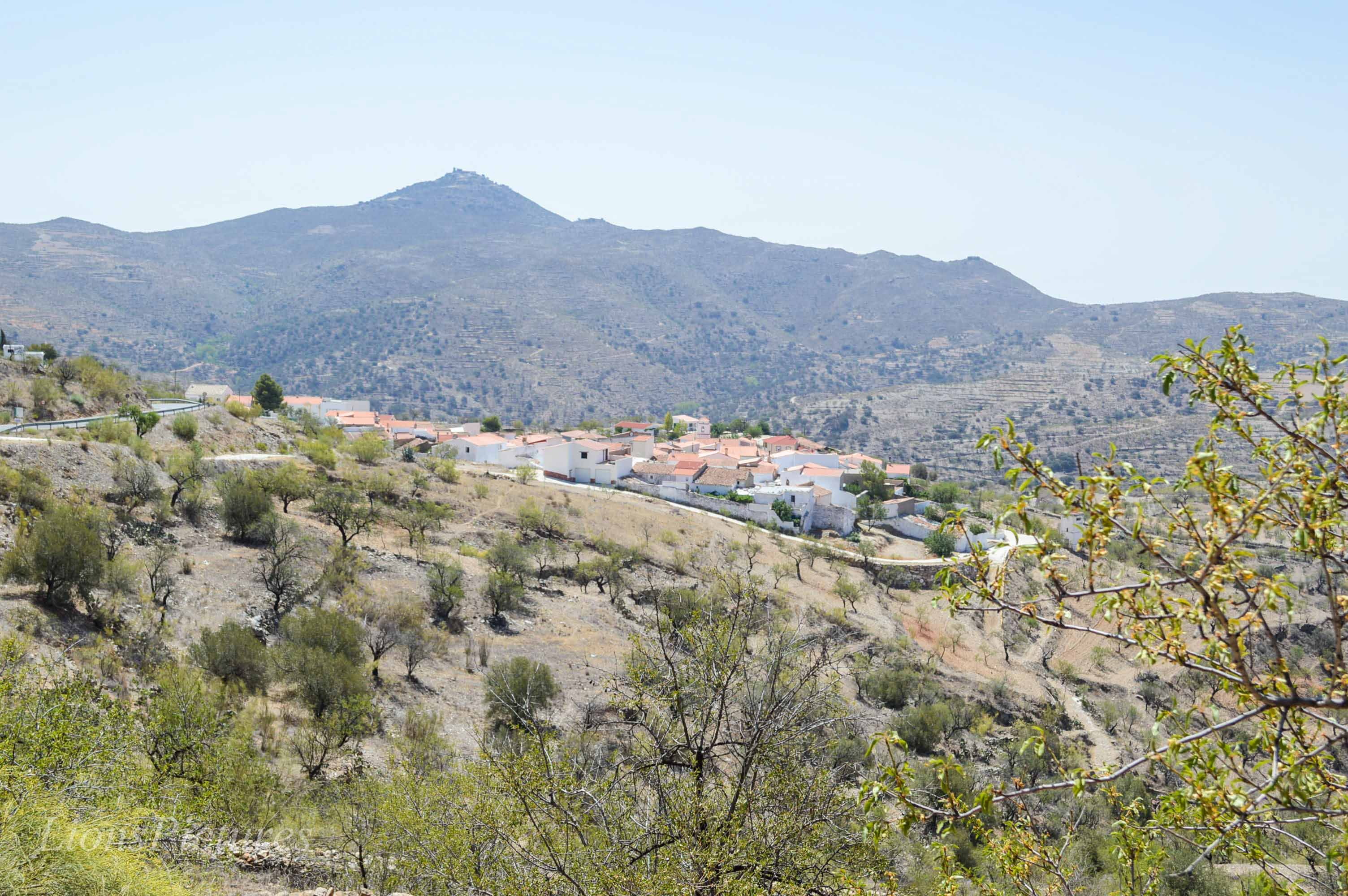
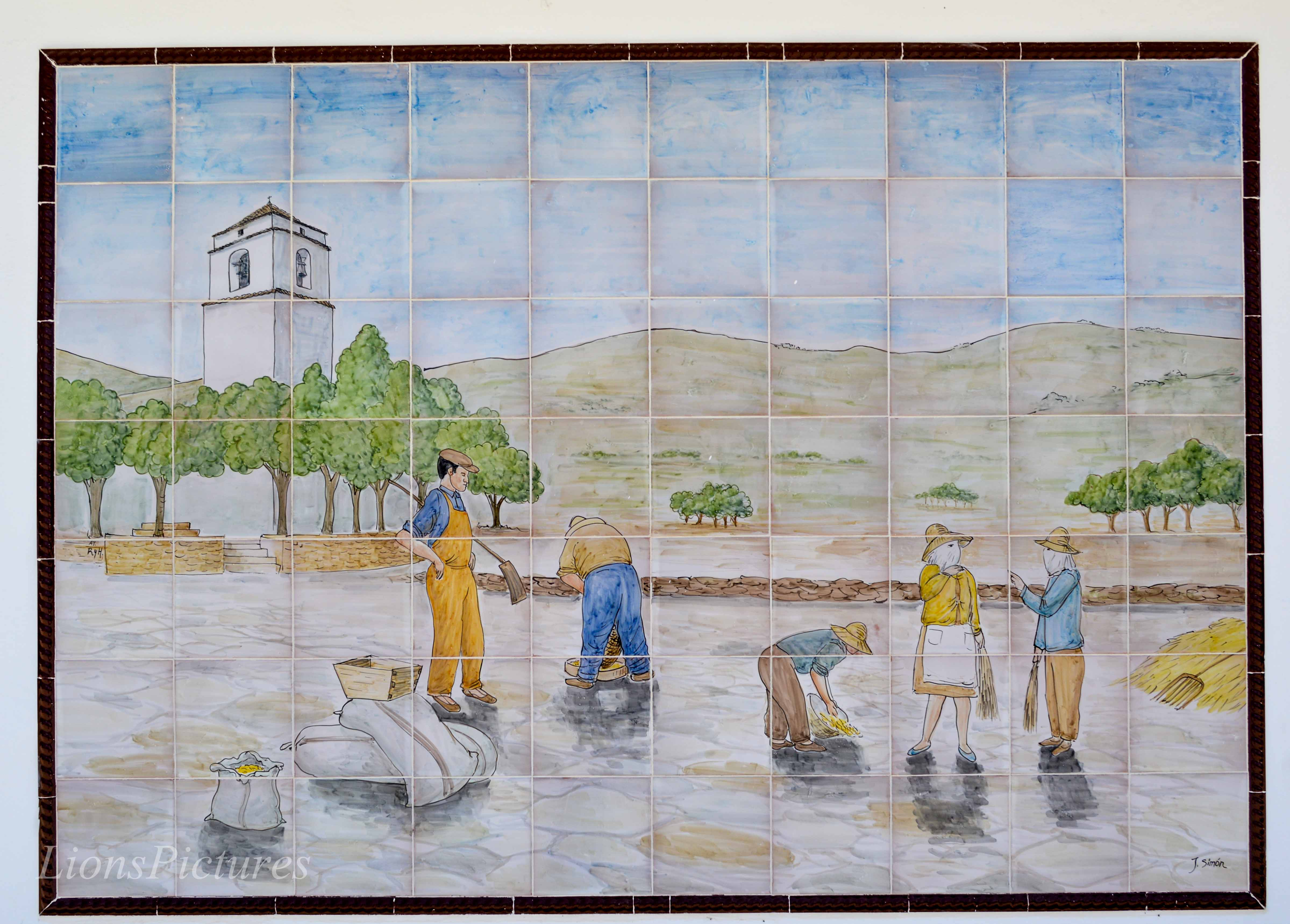
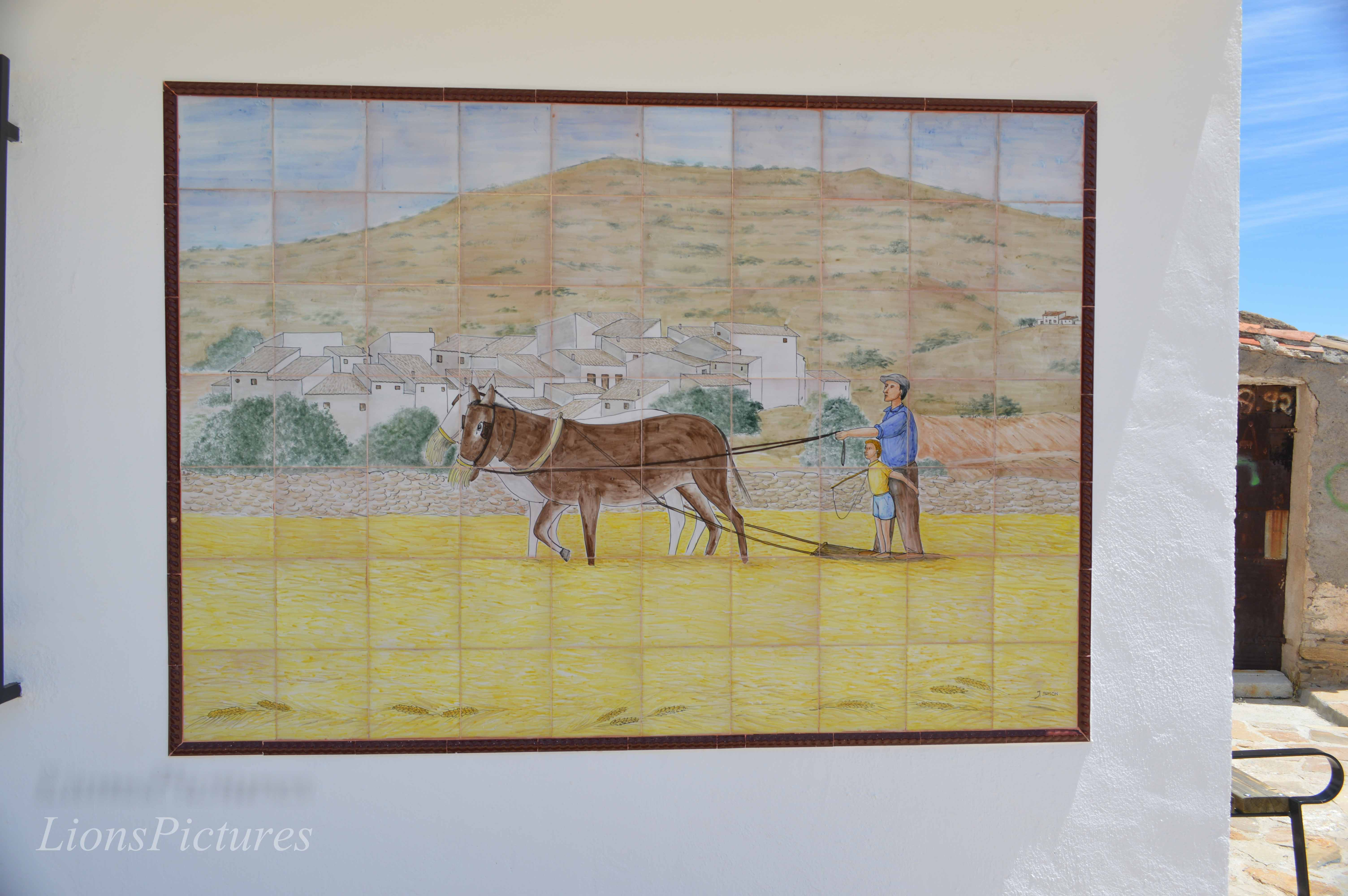
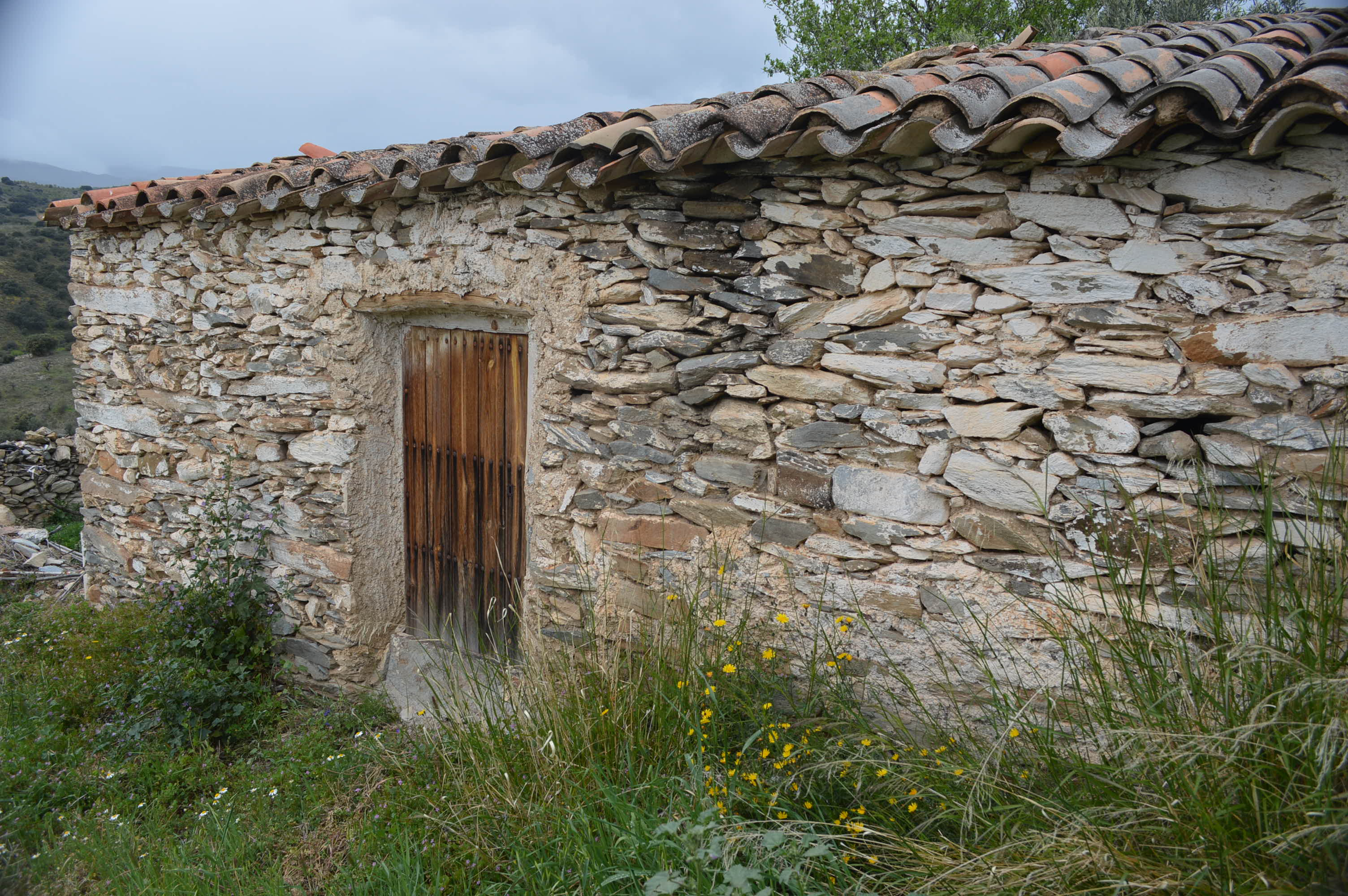